# Ravna Romanija
Ravna Romanija är ett samhälle i Bosnien och Hercegovina.   Det ligger i entiteten Republika Srpska, i den sydöstra delen av landet, 26 km öster om huvudstaden Sarajevo. Ravna Romanija ligger 1 260 meter över havet och antalet invånare är 260.
Terrängen runt Ravna Romanija är kuperad. Närmaste större samhälle är Sokolac, 10,7 km öster om Ravna Romanija. 
I omgivningarna runt Ravna Romanija växer i huvudsak blandskog. Runt Ravna Romanija är det ganska tätbefolkat, med 67 invånare per kvadratkilometer.